# Medalha do Jubileu "80 Anos de Vitória na Grande Guerra Patriótica 1941–1945"
A Medalha do Jubileu "80 Anos de Vitória na Grande Guerra Patriótica 1941–1945" (em russo: Юбилейная медаль «80 лет Победы в Великой Отечественной войне 1941—1945 гг.») é uma medalha comemorativa estatal da Federação Russa criada em 2 de fevereiro de 2024 pelo Decreto Presidencial n.º 743 para comemorar o octuagésimo aniversário da vitória soviética sobre a Alemanha Nazista na Grande Guerra Patriótica.
As primeiras condecorações aos veteranos da Grande Guerra Patriótica foram entregues no início de 2025.

## Estatuto
A Medalha do Jubileu "80 Anos de Vitória na Grande Guerra Patriótica 1941─1945" é concedida a:
- militares e civis contratados que participaram, nas fileiras das Forças Armadas da URSS, de combates nos frontes da Grande Guerra Patriótica; partisans e membros de organizações clandestinas que atuaram durante a Grande Guerra Patriótica em territórios temporariamente ocupados da URSS; militares e civis contratados que serviram durante a Grande Guerra Patriótica nas Forças Armadas da URSS; pessoas condecoradas com as medalhas “Pela Vitória sobre a Alemanha na Grande Guerra Patriótica 1941–1945”, “Pela Vitória sobre o Japão”, assim como aqueles que possuem o certificado da medalha “Pela Vitória sobre a Alemanha na Grande Guerra Patriótica 1941–1945” ou o certificado de participante da guerra, confirmando a participação na Grande Guerra Patriótica 1941–1945;

- trabalhadores da retaguarda condecorados, por seu trabalho abnegado durante os anos da Grande Guerra Patriótica, com ordens da URSS, medalhas “Pelo Trabalho Valente na Grande Guerra Patriótica 1941–1945”, “Por Distinção no Trabalho”, “Pelo Valor Trabalhista”, “Pela Defesa de Leningrado”, “Pela Defesa de Moscou”, “Pela Defesa de Odessa”, “Pela Defesa de Sevastopol”, “Pela Defesa de Stalingrado”, “Pela Defesa de Kiev”, “Pela Defesa do Cáucaso”, “Pela Defesa do Transártico Soviético”, bem como pessoas que possuam o distintivo “Residente de Leningrado Cercada” ou o certificado da medalha “Pelo Trabalho Valente na Grande Guerra Patriótica 1941–1945”;
- pessoas que trabalharam no período de 22 de junho de 1941 a 9 de maio de 1945 por no mínimo seis meses, excluindo o tempo de trabalho em territórios temporariamente ocupados da URSS;

- ex-prisioneiros menores de idade de campos de concentração, guetos e outros locais de detenção forçada criados pelos nazistas e seus aliados durante a Segunda Guerra Mundial;
- cidadãos de estados estrangeiros que não fazem parte da Comunidade dos Estados Independentes, que lutaram em unidades militares nacionais integradas às Forças Armadas da URSS, em destacamentos de partisans, grupos clandestinos ou outras formações antifascistas, que deram contribuição significativa para a Vitória na Grande Guerra Patriótica de 1941–1945 e foram condecorados com prêmios estatais da URSS ou da Federação Russa.

A Medalha do Jubileu “80 Anos de Vitória na Grande Guerra Patriótica 1941–1945” é usada no lado esquerdo do peito, posicionada após a Medalha do Jubileu “75 Anos de Vitória na Grande Guerra Patriótica de 1941–1945”.
Segundo dados de 2024, vivem cerca de 16 mil veteranos e participantes da Grande Guerra Patriótica nos países da antiga URSS:
- Rússia – cerca de 9.700 veteranos e inválidos de guerra (2024);[4]
- Ucrânia – cerca de 5.800 veteranos (2024);[5]
- Bielorrússia – cerca de 520 veteranos e inválidos de guerra (2024);[6]
- Lituânia – cerca de 200 pessoas (2023);[7]
- Cazaquistão – 148 veteranos e inválidos de guerra (2024);[8]
- Uzbequistão – 97 veteranos (2023);[9]
- Geórgia – 81 veteranos (2024);[10][11]
- Arménia – 46 veteranos (2024);[12]
- Turquemenistão – 33 veteranos e inválidos de guerra (2024);[13]
- Moldávia – 37 veteranos, segundo as autoridades locais (2024);[14]
- Azerbaijão – 30 veteranos (2024);[15]
- Tajiquistão – 24 veteranos (2024);[16]
- Quirguistão – 20 veteranos e inválidos de guerra (2024);[17][18]
- Letónia – 18 veteranos (2021);[19]
- Estónia – 12 veteranos (2023).[20]

## Descrição
A Medalha do Jubileu “80 Anos de Vitória na Grande Guerra Patriótica 1941–1945” é confeccionada em metal de cor dourada e tem formato circular com 32 mm de diâmetro.
O anverso apresenta a imagem de um soldado vitorioso, em uniforme de campanha da Segunda Guerra Mundial, erguendo a Bandeira da Vitória sobre o prédio do Reichstag. A bandeira tem esmalte vermelho. À esquerda e ao centro, há fogos de artifício. No topo, os números “1945” e “2025” aparecem um sobre o outro, separados por uma linha horizontal. Na parte inferior, ao longo da borda, há dois ramos de louro e uma estrela de cinco pontas facetada entre eles.
No reverso, ao centro, a inscrição: "80 ANOS DE VITÓRIA NA GRANDE GUERRA PATRIÓTICA 1941─1945" (em russo: «80 ЛЕТ ПОБЕДЫ В ВЕЛИКОЙ ОТЕЧЕСТВЕННОЙ ВОЙНЕ 1941—1945»; "80 LET POBEDY V VELIKOY OTECHESTVENNOY VOYNE 1941–1945"), rodeada por uma coroa de louros. Na base, há a imagem da insígnia da Ordem da Guerra Patriótica de 1ª classe. A borda da medalha é levemente elevada. Todas as inscrições e elementos são em relevo.
A medalha é presa por uma argola a um suporte pentagonal coberto por uma fita de moiré de seda com 24 mm de largura.
O lado direito é de cor bordô escura com uma faixa vermelha central de 3 mm. No lado esquerdo há cinco listras alternadas em preto e laranja, cada uma com 2 mm de largura, com faixas laranjas de 1 mm nas bordas externas.
A imagem no anverso é baseada na famosa fotografia “A Bandeira da Vitória sobre o Reichstag”, tirada por Yevgeny Khaldei. A fita da medalha combina elementos da fita da medalha “Pela Vitória sobre a Alemanha” e da Ordem da Guerra Patriótica de 1ª classe.

## Ligações
- Uma única medalha do jubileu “80 anos de Vitória na Grande Guerra Patriótica de 1941-1945” será estabelecida na CEI
- Sobre o estabelecimento de uma única medalha comemorativa "80 anos da Vitória na Grande Guerra Patriótica de 1941-1945"
- Descrição da medalha "80 Anos de Vitória na Grande Guerra Patriótica 1941-1945"